# Boeing F2B
Die Boeing F2B (Werksbezeichnung Model 69) war ein Doppeldecker der United States Navy in den 1920er Jahren, der vor allem durch seine Verwendung beim Three-Seahawks-Kunstflugteam bekannt wurde.

## Konstruktion und Entwicklung
Die F2B war eine direkte Weiterentwicklung der XP-8 (Model 66), wobei jedoch die Pratt & Whitney R-1340B Wasp Triebwerksinstallation der FB-6 verwendet wurde. Boeing setzte diesen Motor speziell bei Trägereinsätzen ein. Die Rumpf- und Tragflächenstruktur unterschied sich von derjenigen der XP-8 nur geringfügig. Die Bewaffnung bestand entweder aus zwei 7,62 -mm-Maschinengewehren oder je einem 7,62-mm-Maschinengewehr innen und einem 12,7-mm-Maschinengewehr außen; der untere Flügel hatte Aufnahmen für bis zu vier 11-kg-Bomben, eine fünfte konnte unter dem Rumpf montiert werden.

## Einsatzgeschichte
Der Prototyp flog zum ersten Mal am 3. November 1926 und erhielt von der US Navy die Bezeichnung XF2B-1. Dieser erreichte eine Höchstgeschwindigkeit von 247 km/h. Dies beeindruckte die Marine so sehr, dass sie insgesamt 32 Maschinen diese Types orderte. Da die große stromlinienförmige Spinnerverkleidung bei der Serienversion weggelassen wurde, erhielten diese ein aerodynamisch ausgeglichenes Ruder. Die Auslieferung an die Marine begann am 20. Januar 1928 an die Fighter Squadron VF-1B und an die kurz zuvor aus der VF-6B hervorgegangene Bomber Squadron VB-2B. Beide operierten von der Saratoga aus. Obwohl die Marine keine weiteren F2Bs orderte, baute Boeing noch zwei weitere als Model 69Bs, von denen je eine nach Brasilien und nach Japan exportiert wurden. Die für Brasilien bestimmte Maschine stürzte jedoch beim Überführungsflug ab.

## Three Seahawks Kunstflugstaffel
1927 gründete Lt. D. W. „Tommy“ Tomlinson in der VB-2B Marinefliegerstaffel in San Diego das Kunstflugteam mit 3 Maschinen des Typs Boeing F2B-1. Ihr erster inoffizieller Auftritt im Januar 1928 in San Francisco gab ihnen den Spitznamen „Selbstmordtrio“. Der erste offizielle Auftritt war vom 8.–16. September 1927 als Repräsentant der US. Navy während der Nationalen Flugwoche in Mines Field. Lt. Tomlinson modifizierte die Vergaser in der Form, dass sie in jeder Lage funktionierten, um über Kopf fliegen zu können. Am Ende des Jahres 1929 wurden die Three Seahawks aufgelöst, als die Piloten zu ihrer Einheit zurückbeordert wurde.

## Varianten
XF2B-1(Model 69) Prototyp mit der Bureau Number (BuNo) A7385
F2B-1(Model 69) Einsitziger Doppeldecker für die  U.S. Navy, BuNos A7424 bis A7455
Model 69B2 Flugzeuge identisch mit der F2B-1, je eine nach Brasilien und Japan.

## Nutzer
Brasilien
- Brasilianische Marine

 Japan
- Kaiserlich Japanische Marine

 Vereinigte Staaten
- United States Navy

## Technische Daten

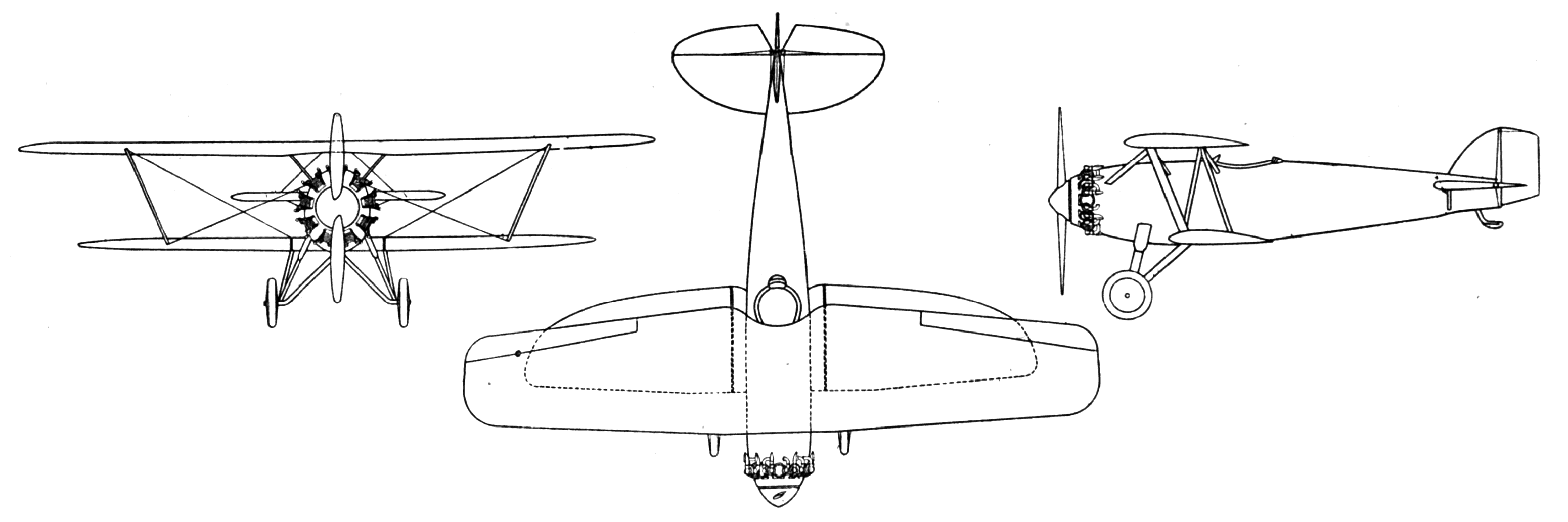
Dreiseitenansicht der F2B-1

| Kenngröße              | Daten der F2B-1 |
| ---------------------- | --- |
| Spannweite:            | 9,17 m |
| Länge:                 | 6,98 m |
| Höhe:                  | 2,81 m |
| Flügelfläche:          | 22,57 m² |
| Motor:                 | Pratt & Whitney R-1340-8 Wasp |
| Startmasse:            | 1272 kg |
| Höchstgeschwindigkeit: | 254 km/h |
| Gipfelhöhe:            | 6.555 m |
| Steigfähigkeit:        | ca. 600/min |
| Reichweite:            | 507 km |
| Bewaffnung:            | ein Browning M2 und ein Browning M1919 oder zwei Browning M2, unter den Tragflächen vier 11-kg-Bomben und eine 11-kg-Bombe unter dem Rumpf. |